# رقابت‌های پاراشنای جهان
رقابت‌های جهانی پاراشنا که قبل از ۳۰ نوامبر ۲۰۱۷ به عنوان مسابقات جهانی شنای کمیته بین‌المللی المپیک شناخته می شد، رقابت‌های قهرمانی شنای جهان است که در آن ورزشکاران دارای معلولیت به رقابت می‌پردازند. آنها توسط کمیته بین المللی پارالمپیک (IPC) سازماندهی می‌شوند. این رقابت‌ها قبلاً به صورت چهارساله برگزار می‌شد اما حالا به صورت دوساله برگزار می‌شود. در ۳۰ نوامبر ۲۰۱۶، کمیته بین‌المللی پارالمپیک (که به عنوان فدراسیون بین المللی برای ۱۰ ورزش معلولیت، از جمله شنا شناخته می‌شود) نام تجاری "World Para" را برای هر ۱۰ ورزش انتخاب کرد. رویدادهای قهرمانی جهان در همه این ورزش‌ها به عنوان قهرمانی «پارا جهانی» تغییر نام دادند.